# Вортрејс (Тенеси)
Вортрејс (енгл. Wartrace) град је у америчкој савезној држави Тенеси.

## Демографија
По попису из 2010. године број становника је 651, што је 103 (18,8%) становника више него 2000. године.
| Група             | 2000.       | 2010.       |
| Белци             | 478 (87,2%) | 556 (85,4%) |
| Афроамериканци    | 49 (8,9%)   | 46 (7,1%)   |
| Азијати           | 0 (0,0%)    | 6 (0,9%)    |
| Хиспаноамериканци | 9 (1,6%)    | 24 (3,7%)   |
| Укупно            | 548         | 651         |